# Clathrina densa
Clathrina densa är en svampdjursart som först beskrevs av Ernst Haeckel 1872.  Clathrina densa ingår i släktet Clathrina och familjen Clathrinidae. Inga underarter finns listade i Catalogue of Life.